# モー・ハワード
モー・ハワード（Moe Howard, 1897年6月19日 - 1975年5月4日）は、アメリカ合衆国のコメディアン、俳優、映画監督、映画プロデューサー、脚本家。本名はモーゼス・ハリー・ホーウィッツ（Moses Harry Horwitz）。コミックトリオ三ばか大将の一員として知られている。   